# Baudrémont
Baudrémont est une commune française située dans le département de la Meuse, en région Grand Est.

## Géographie
Le territoire de la commune est limitrophe de cinq communes.
| Gimécourt  |                    |                       |
|            | Baudrémont         | Kœur-la-Petite        |
| Levoncourt | Lignières-sur-Aire | Courcelles-en-Barrois |

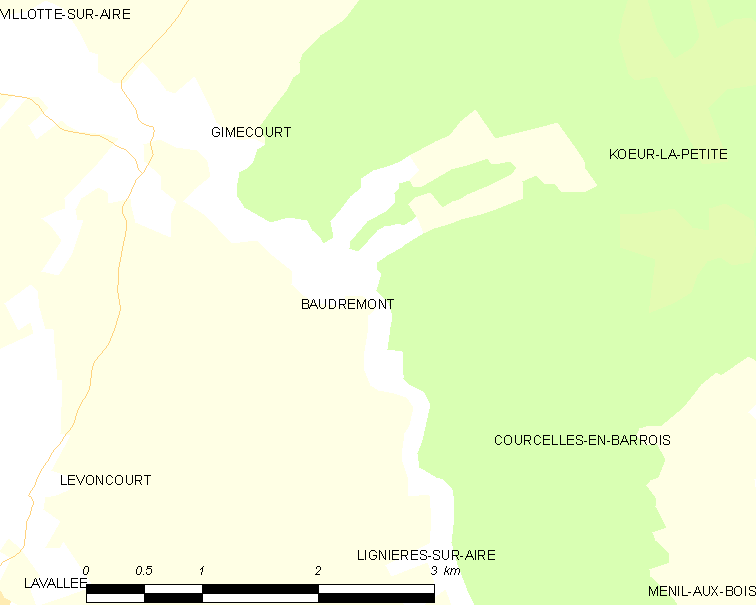
Carte de la commune.
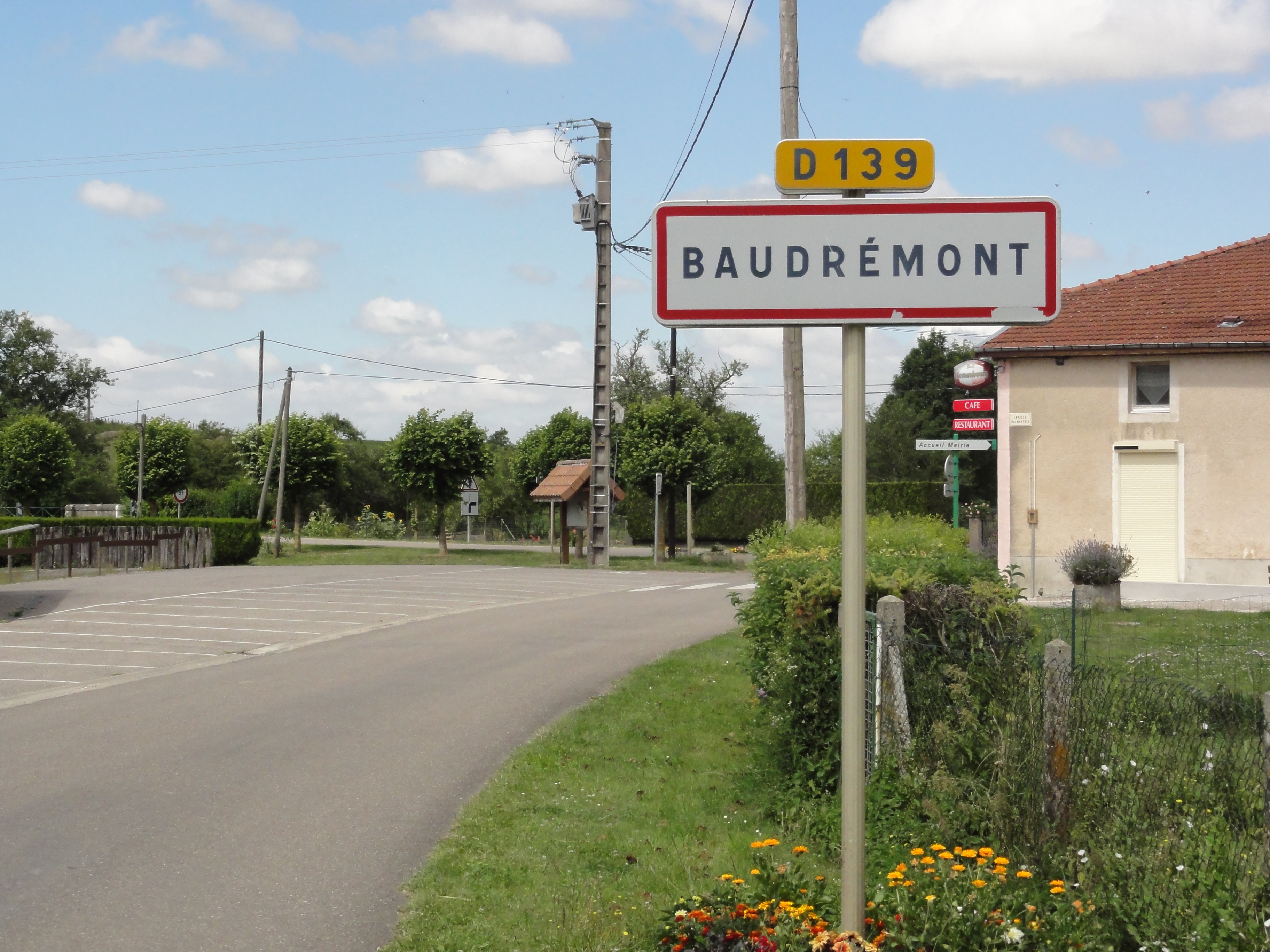
Entrée de Baudrémont.

### Hydrographie
La commune est traversée par la ligne de partage des eaux entre les régions hydrographiques le bassin versant de la Meuse et « la Seine du confluent de l'Oise (inclus) à l'embouchure » au sein respectivement des bassins hydrographiques Rhin-Meuse et Seine-Normandie. Elle est drainée par l'Aire,.
L'Aire, d'une longueur de 125 km, prend sa source dans la commune de Saint-Aubin-sur-Aire, à 324 m d'altitude, et se jette  dans l'Aisne, en rive droite à Senuc, à 104 m d'altitude, après avoir traversé 36 communes. 

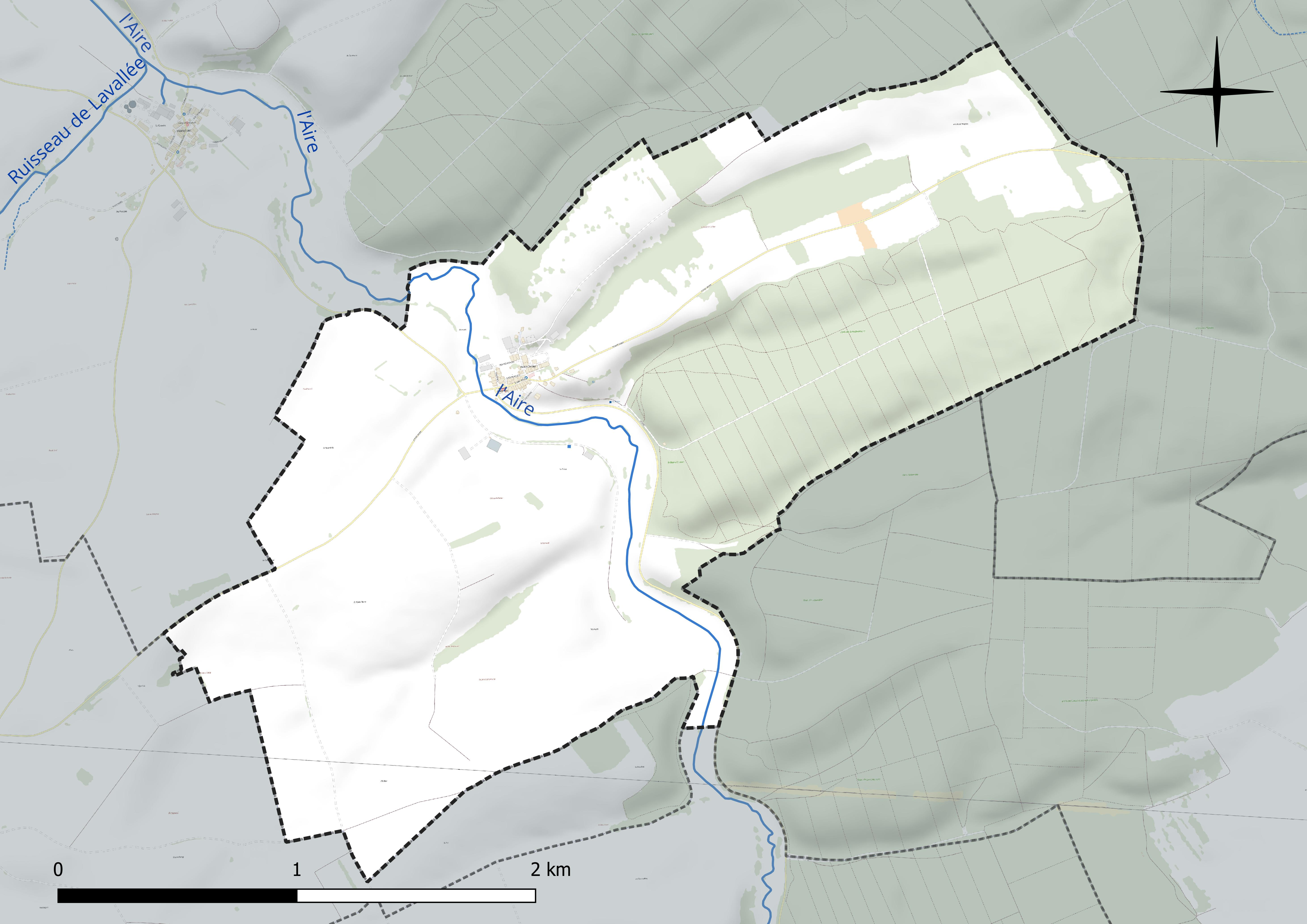
Réseau hydrographique de Baudrémont.

### Climat
Pour des articles plus généraux, voir Climat du Grand Est et Climat de la Meuse.
En 2010, le climat de la commune est de type climat de montagne, selon une étude du Centre national de la recherche scientifique s'appuyant sur une série de données couvrant la période 1971-2000. En 2020, Météo-France publie une typologie des climats de la France métropolitaine dans laquelle la commune est exposée à un climat océanique altéré et est dans la région climatique  Lorraine, plateau de Langres, Morvan, caractérisée par un hiver rude (1,5 °C), des vents modérés et des brouillards fréquents en automne et hiver. 
Pour la période 1971-2000, la température annuelle moyenne est de 9,6 °C, avec une amplitude thermique annuelle de 16,3 °C. Le cumul annuel moyen de précipitations est de 1 042 mm, avec 14,1 jours de précipitations en janvier et 9,7 jours en juillet. Pour la période 1991-2020, la température moyenne annuelle observée sur la station météorologique de Météo-France la plus proche, « Erneville aux Bois_sapc », sur la commune d'Erneville-aux-Bois à 11 km à vol d'oiseau, est de 9,9 °C et le cumul annuel moyen de précipitations est de 1 021,5 mm. 
La température maximale relevée sur cette station est de 39,4 °C, atteinte le 25 juillet 2019 ; la température minimale est de −24,2 °C, atteinte le 18 février 1956,,. 
Les paramètres climatiques de la commune ont été estimés pour le milieu du siècle (2041-2070) selon différents scénarios d'émission de gaz à effet de serre à partir des nouvelles projections climatiques de référence DRIAS-2020. Ils sont consultables sur un site dédié publié par Météo-France en novembre 2022.

## Urbanisme

### Typologie
Au 1er janvier 2024, Baudrémont est catégorisée commune rurale à habitat très dispersé, selon la nouvelle grille communale de densité à sept niveaux définie par l'Insee en 2022.
Elle est située hors unité urbaine. Par ailleurs la commune fait partie de l'aire d'attraction de Bar-le-Duc, dont elle est une commune de la couronne,. Cette aire, qui regroupe 86 communes, est catégorisée dans les aires de 50 000 à moins de 200 000 habitants,.

### Occupation des sols
L'occupation des sols de la commune, telle qu'elle ressort de la base de données européenne d’occupation biophysique des sols Corine Land Cover (CLC), est marquée par l'importance des territoires agricoles (68,1 % en 2018), une proportion identique à celle de 1990 (68,1 %). La répartition détaillée en 2018 est la suivante : 
terres arables (52,3 %), forêts (31,9 %), prairies (15,7 %). L'évolution de l’occupation des sols de la commune et de ses infrastructures peut être observée sur les différentes représentations cartographiques du territoire : la carte de Cassini (XVIIIe siècle), la carte d'état-major (1820-1866) et les cartes ou photos aériennes de l'IGN pour la période actuelle (1950 à aujourd'hui).

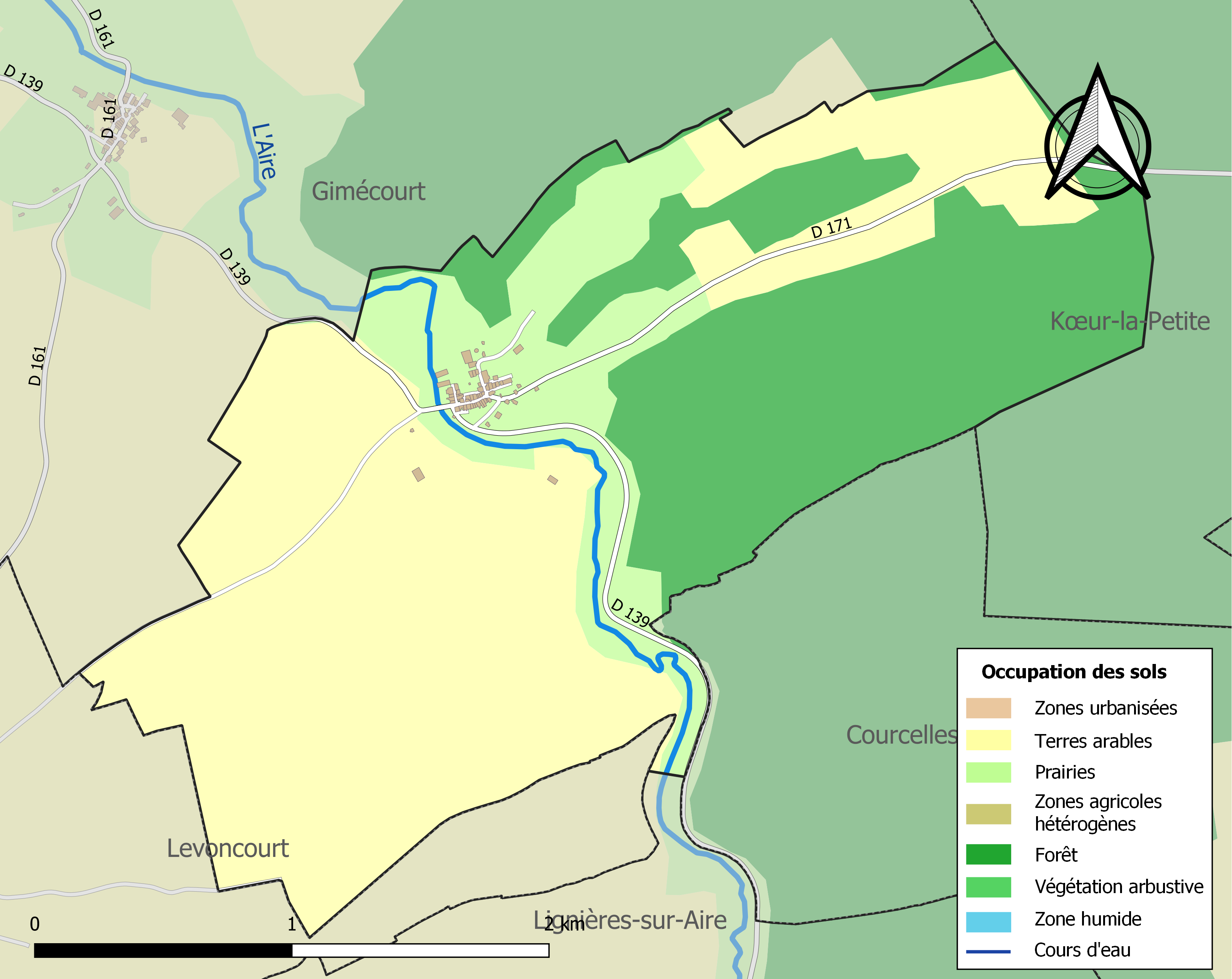
Carte des infrastructures et de l'occupation des sols de la commune en 2018 (CLC).

## Toponymie
Les anciennes mentions de Baudrémont sont vers 709 dans l'acte de fondation de l'abbaye de Saint-Mihiel : Baudemetro villa (ou Baudemotro villa), en 1091 dans une charte de Sophie, comtesse de Bar : Baldrimonte et en 1106 dans une bulle du pape Pascal II : Balderici mons, En 1116, Robert de Bar écrit Baldreimonte, Balderimons en 1135, Baudrémont en 1373, Bauldreemont en 1495-96, Baudrecour en 1656.

Il s'agit d'une formation toponymique médiévale en -mont au sens de « colline, élévation », précédé comme c'est souvent le cas, d'un anthroponyme,.
La plupart des toponymistes identifient dans le premier élément Baudré- le nom de personne germanique Bald(e)ricus, Baldiricus (la désinence latine -us étant présente dans les textes rédigés en latin médiéval), autrement Baldrich et que l'on retrouve dans le nom de famille Baudry resté fréquent.
Remarque : les formes de 709, Baudemetro villa ou Baudemotro villa, sont rejetées successivement par Albert Dauzat et Ernest Nègre comme étant des cacographies.

## Histoire

### Moyen Âge
Dès la fondation de l'abbaye de Saint-Mihiel vers 709, Baudrémont appartient à cette abbaye. Pour le civil, Baudrémont est sous la juridiction du Comte de Bar dans le comté de Ligny (actuel Ligny-en-Barrois), tenure du Comté de Luxembourg. En 1091 Sophie, comtesse de Bar décrit dans une charte les droits de l'abbaye et ceux de l'avouerie de Condé concernant Baudrémont, en 1116, Renaud Ier, comte de Bar
signe une charte comparable. En 1259, Valeran II de Luxembourg, sire de Ligny, et l'abbaye de Saint-Mihiel passent un accord pour le choix et les droits des maires, échevins et doyens de Gimécourt, Baudrémont et autres lieux.
L'église de Baudrémont est alors une annexe de Gimécourt dans le diocèse de Toul.

### Temps modernes
Le 23 février 1638, pendant la guerre de Trente Ans, plus précisément pendant la guerre franco-espagnole, Henri de Clermont, chevalier de Tonnerre, avec une compagnie de gendarmes du Duc de Luxembourg bat à Baudrémont une troupe d'ennemis qui ravageaient le Barrois.

## Population et société

### Démographie

#### Évolution démographique
L'évolution du nombre d'habitants est connue à travers les recensements de la population effectués dans la commune depuis 1793. Pour les communes de moins de 10 000 habitants, une enquête de recensement portant sur toute la population est réalisée tous les cinq ans, les populations de référence des années intermédiaires étant quant à elles estimées par interpolation ou extrapolation. Pour la commune, le premier recensement exhaustif entrant dans le cadre du nouveau dispositif a été réalisé en 2004.

En 2022, la commune comptait 41 habitants, en évolution de −21,15 % par rapport à 2016 (Meuse : −4,4 %, France hors Mayotte : +2,11 %).
| 1793 | 1800 | 1806 | 1821 | 1831 | 1836 | 1841 | 1846 | 1851 |
| ---- | ---- | ---- | ---- | ---- | ---- | ---- | ---- | ---- |
| 97   | 297  | 311  | 293  | 296  | 287  | 288  | 263  | 235  |

| 1856 | 1861 | 1866 | 1872 | 1876 | 1881 | 1886 | 1891 | 1896 |
| ---- | ---- | ---- | ---- | ---- | ---- | ---- | ---- | ---- |
| 222  | 210  | 206  | 199  | 187  | 187  | 209  | 182  | 169  |

| 1901 | 1906 | 1911 | 1921 | 1926 | 1931 | 1936 | 1946 | 1954 |
| ---- | ---- | ---- | ---- | ---- | ---- | ---- | ---- | ---- |
| 136  | 125  | 104  | 99   | 94   | 75   | 72   | 78   | 78   |

| 1962 | 1968 | 1975 | 1982 | 1990 | 1999 | 2004 | 2006 | 2009 |
| ---- | ---- | ---- | ---- | ---- | ---- | ---- | ---- | ---- |
| 75   | 54   | 56   | 50   | 48   | 50   | 45   | 47   | 54   |

| 2014 | 2019 | 2022 | - | - | - | - | - | - |
| ---- | ---- | ---- | - | - | - | - | - | - |
| 52   | 45   | 41   | - | - | - | - | - | - |

## Culture locale et patrimoine

### Lieux et monuments
- Église Saint-Didier de Baudrémont. Au XVIIIe siècle, la commune de Baudrémont possédait une église très ancienne, mais qui était en très mauvais état, peu en harmonie avec la dignité du culte. C'est ainsi qu'en 1850 le Conseil Municipal de l’époque décida d'en reconstruire une nouvelle avec comme Saint patron, Saint-Didier. De style néo-gothique, l'église abrite cinq statues classées, provenant de l'ancienne église : La Vierge à l'Enfant, Saint-Urbain, Saint-Didier et Saint-Denis. Un agneau pascal, symbole de résurrection et de vie, figure sur le porche. Sur le fronton, le triangle évidé exprime le Dieu de trinitaire. À l’origine, les sculptures du portail mettent en scène le Christ[28].
- Dans l'église, une plaque commémorative faisant fonction de monument aux morts.

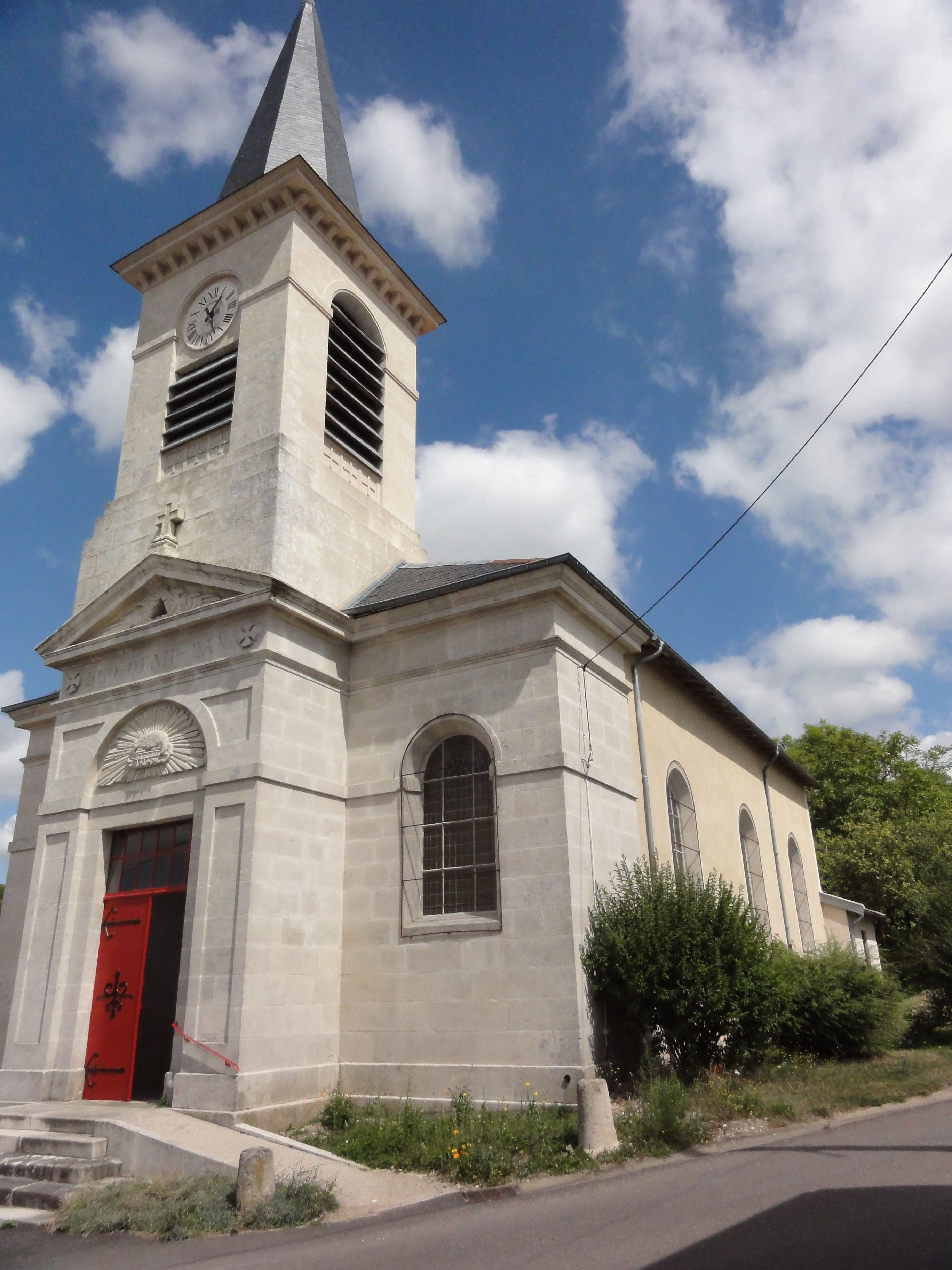
Église Saint-Didier, extérieur.
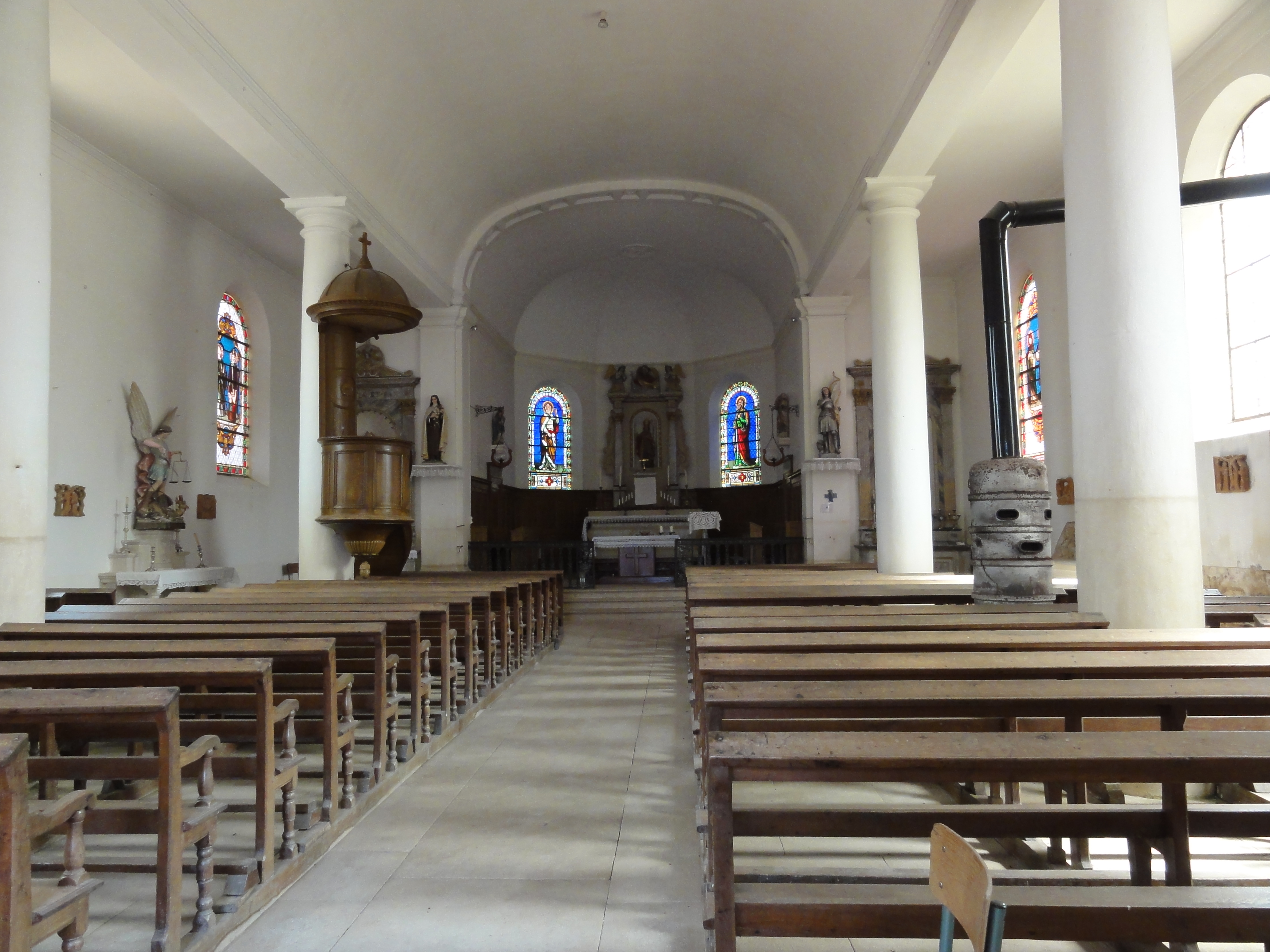
Église Saint-Didier, intérieur.
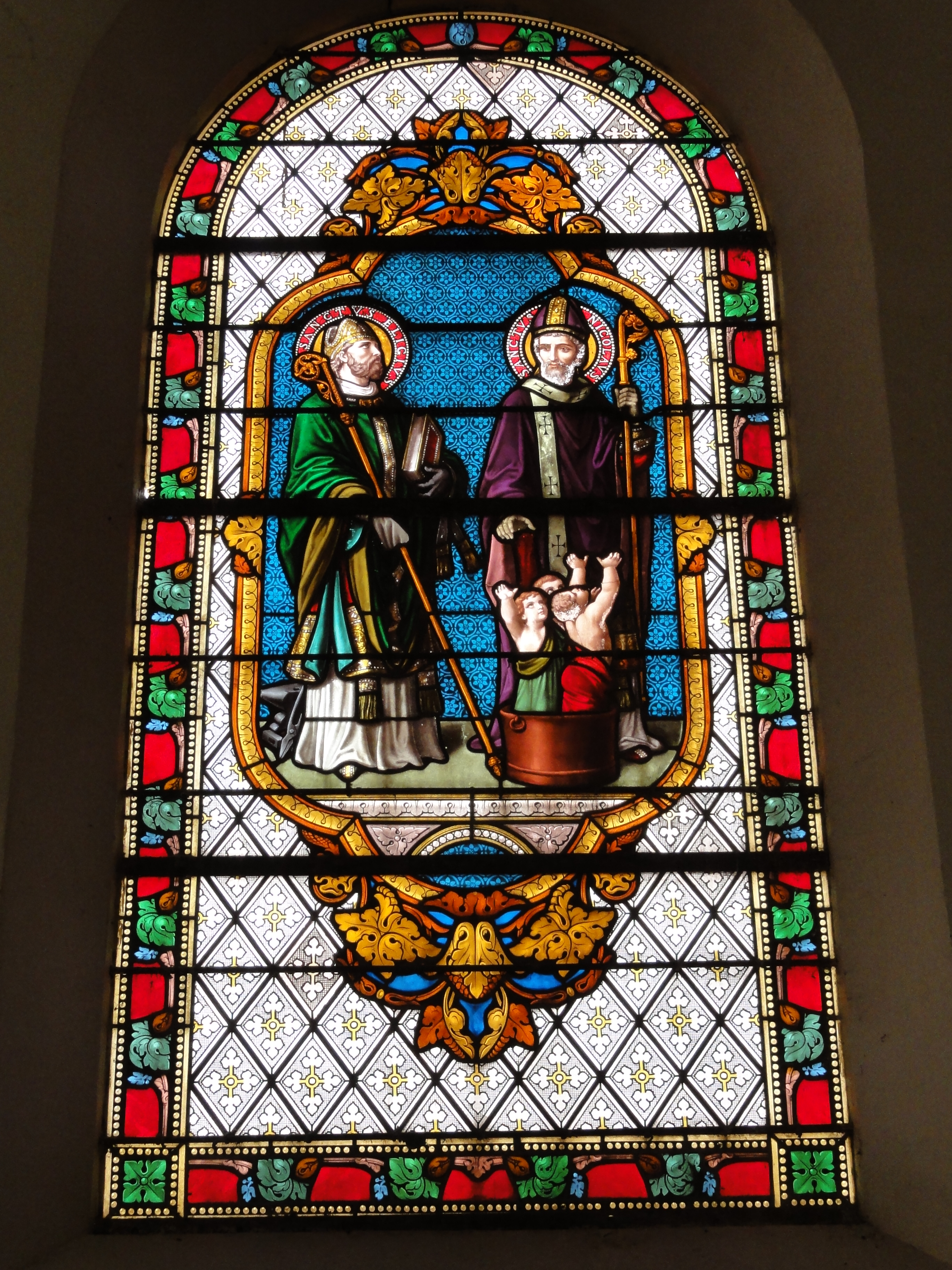
Église Saint-Didier, vitrail Saint Egidius, Saint Nicolas.
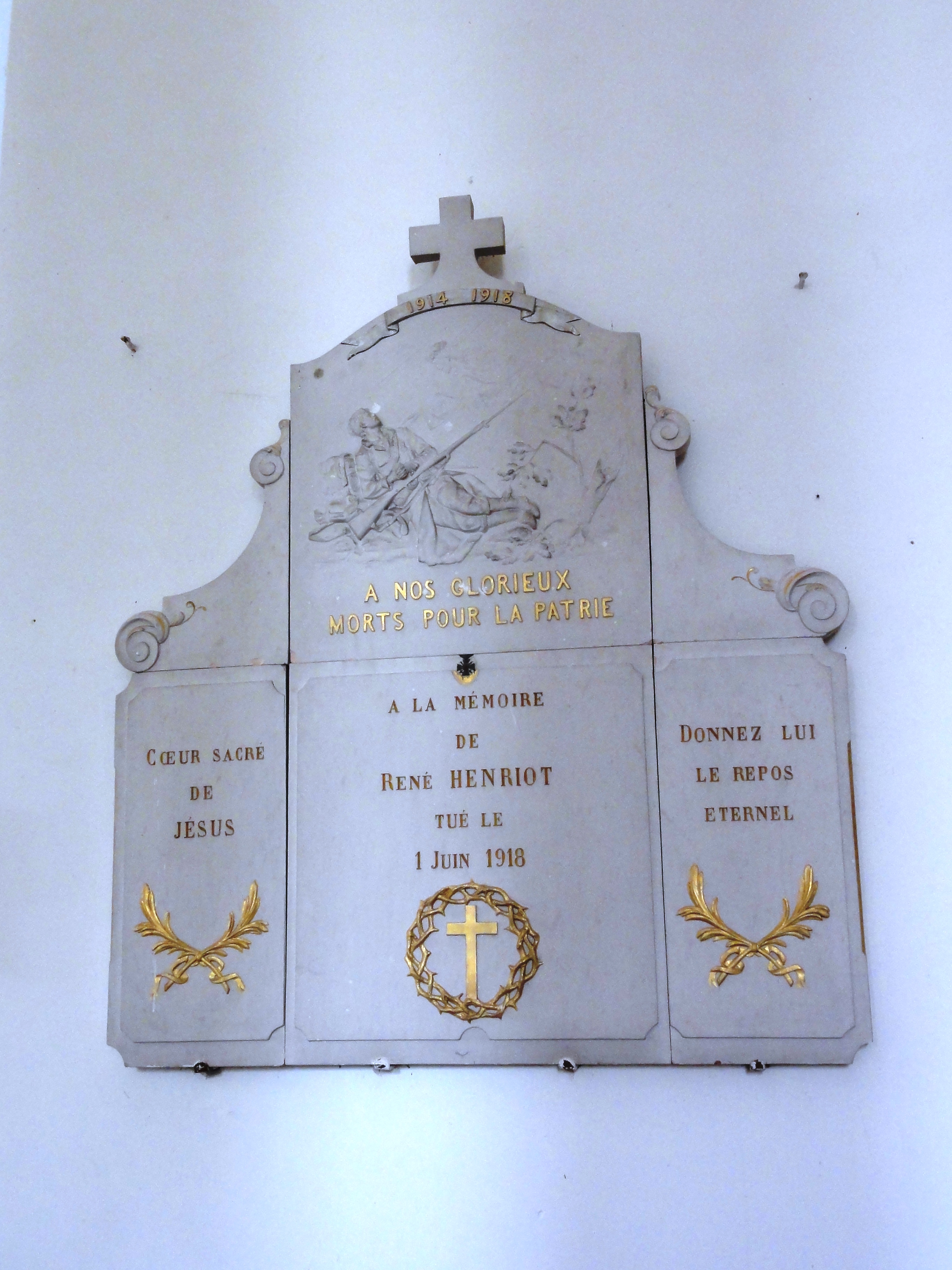
Église Saint-Didier, plaque monument aux morts.

### Petit patrimoine
- Croix de chemin.
- Le pont éternel : pont sur l'Aire.
- Des pompes-fontaines (pompes Lemaire).

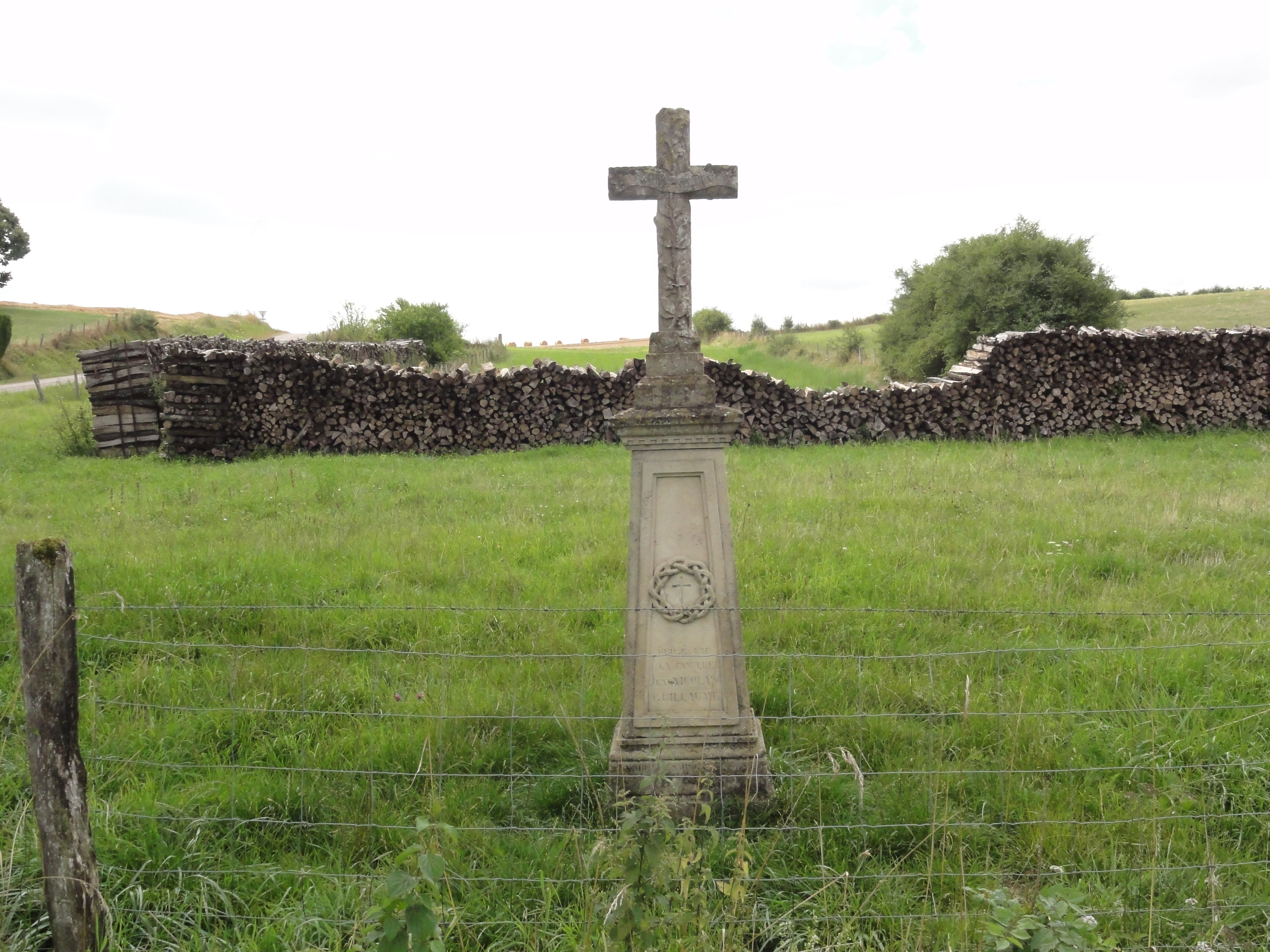
Croix de chemin.
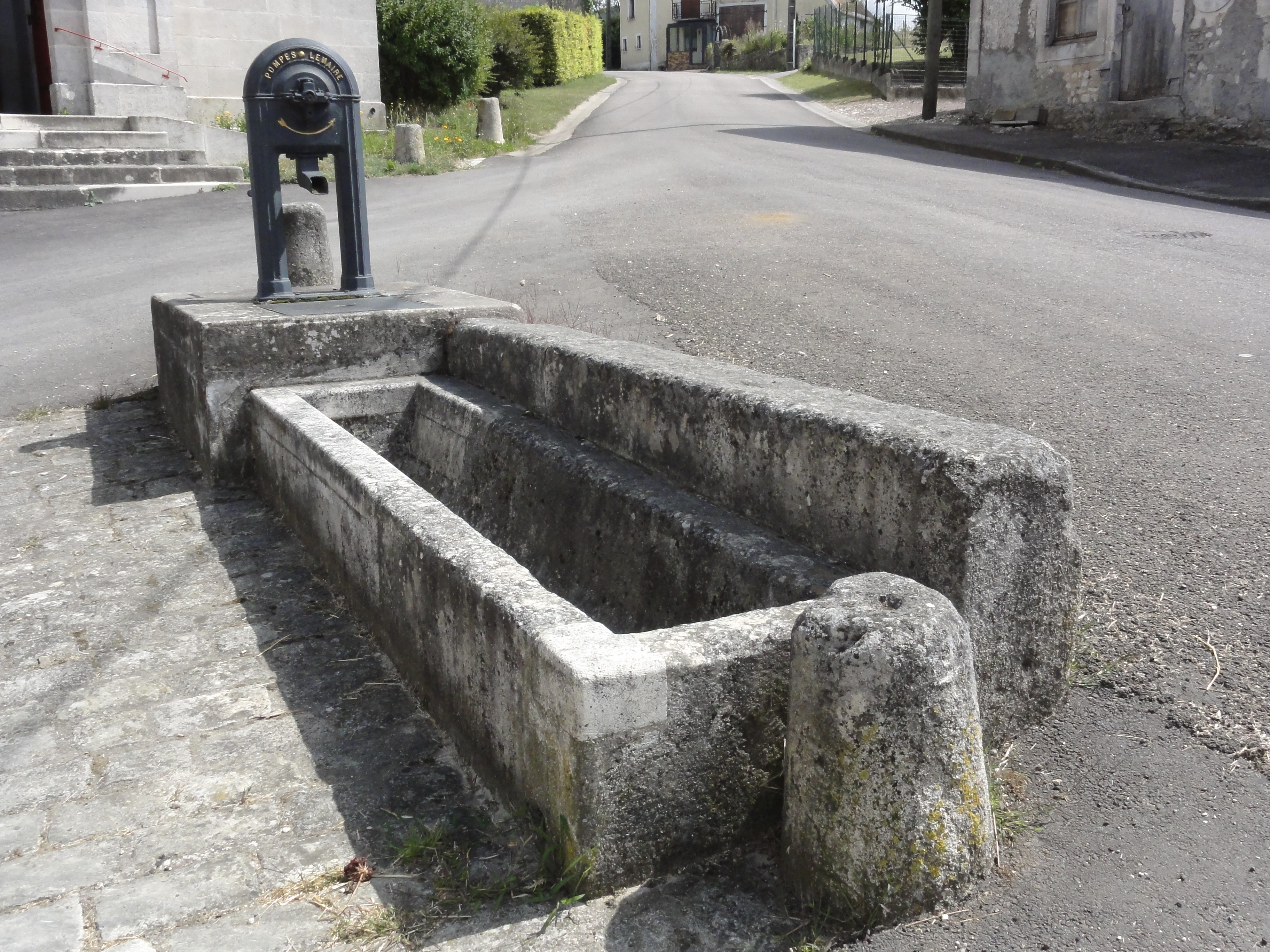
Pompe Lemaire devant l'église.
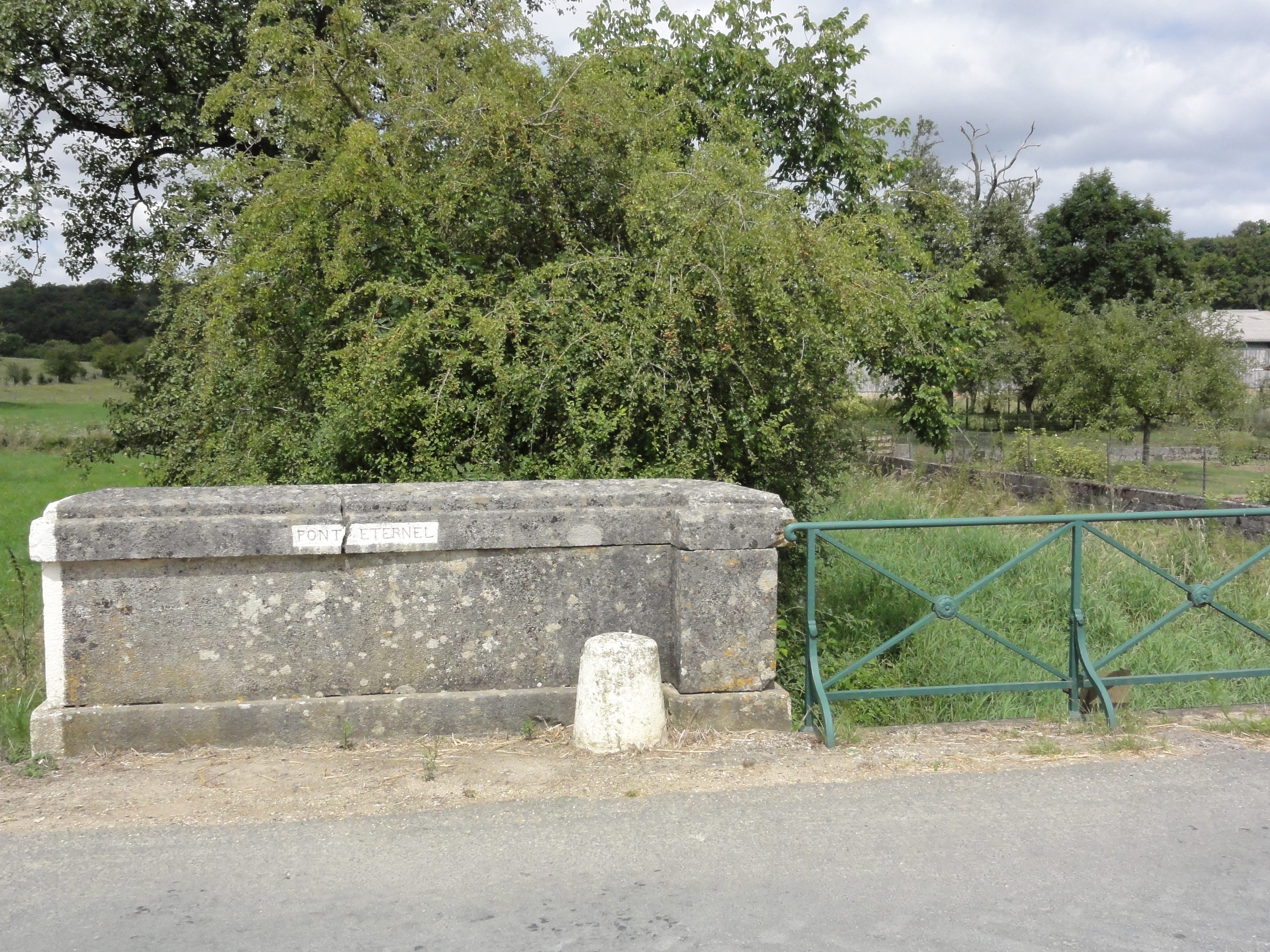
Le pont éternel, détail.

### Personnalités liées à la commune
- Rémy Bonard, maire de Baudrémont de 1815 à 1826, capitaine d'infanterie légère au 9e régiment d'infanterie légère, chevalier de l'ordre royal de la Légion d'honneur. En 1809, lors de la Bataille d'Essling, il est blessé d'un coup de feu à la cuisse droite. En 1813, lors de la Bataille de Bautzen il est de nouveau blessé par un coup de feu[29].
- Sébastien Robin, sergent d'infanterie légère au 9e régiment d'infanterie légère, chevalier de l'ordre royal de la légion d'honneur[30].
- Léon Vivrel, capitaine adjudant major au 90e régiment d'infanterie, chevalier de la légion d'honneur[31].

### Héraldique
| Blason de Baudrémont | Blason  | Coupé voûté d'or à la tête de lion arrachée de gueules couronnée d'argent accostée de deux croix recroisetées aux pieds fichés d'azur; et de sinople au coq hardi d'argent crêté barbillé et allumé de gueules. |
| Blason de Baudrémont | Détails | Le coq hardi sur le coupé vouté de sinople illustre le toponyme Baudremont. La tête de lion souligne que le village dépendait originairement du comté de Luxembourg. Les croisettes recroisetées rappellent la prévôté de Bar dont dépendait la localité. Armoiries composées par R. A. Louis et adoptées par la commune le 26 septembre 2013. |